# Championnat du Niger de football 2020-2021
Navigation
Édition précédente Édition suivante
La saison 2020-2021 du Championnat du Niger de football est la cinquante-et-unième édition de la Ligue 1, le championnat national de première division au Niger. Les quatorze équipes engagées sont regroupées au sein d'une poule unique où elles affrontent deux fois leurs adversaires, à domicile et à l'extérieur. En fin de saison, les deux derniers du classement final sont directement relégués et remplacés par les deux meilleures formations de deuxième division.
Après la saison 2019-2020 abandonnée à cause de la pandémie de Covid-19, comme il n'y a pas eu de promotion ni de relégation, ce sont les mêmes équipes qui participent au championnat.
A l'issue de la saison, l'US Gendarmerie Nationale remporte son premier titre de champion et réalise le doublé coupe-championnat.

## Qualifications continentales
Le champion du Niger se qualifie pour la Ligue des champions de la CAF 2021-2022. La place en Coupe de la confédération 2021-2022 est réservée au vainqueur de la Coupe du Niger. Si un club réalise le doublé, c'est le finaliste de la Coupe qui obtient son billet pour la compétition.

## Participants
- AS Douanes
- ASGNN
- ASFAN Niamey
- Jangorzo FC
- JS Ader
- Urana FC
- AS Police
- US Gendarmerie Nationale
- AS Sonidep
- Racing Boukoki
- ASN Nigelec FC
- Sahel SC
- Olympic FC
- Espoir FC

## Compétition

### Classement
Le classement est établi sur le barème de points suivant : victoire à 3 points, match nul à 1, défaite à 0.
| Rang | Équipe                     | Pts | J  | G  | N  | P  | Bp | Bc | Diff |
| ---- | -------------------------- | --- | -- | -- | -- | -- | -- | -- | ---- |
| 1    | US Gendarmerie Nationale C | 58  | 26 | 17 | 7  | 2  | 46 | 20 | +26  |
| 2    | ASN Nigelec FC             | 49  | 26 | 14 | 7  | 5  | 27 | 14 | +13  |
| 3    | AS Douanes                 | 43  | 26 | 12 | 7  | 7  | 33 | 23 | +10  |
| 4    | ASGNN                      | 42  | 26 | 12 | 6  | 8  | 36 | 19 | +17  |
| 5    | ASFAN Niamey               | 36  | 26 | 10 | 6  | 10 | 33 | 20 | +13  |
| 6    | AS Sonidep                 | 38  | 20 | 9  | 8  | 9  | 32 | 31 | +1   |
| 7    | Sahel SC                   | 34  | 26 | 10 | 4  | 12 | 25 | 26 | -1   |
| 8    | Espoir FC                  | 34  | 26 | 9  | 7  | 10 | 28 | 37 | -9   |
| 9    | Racing Boukoki             | 30  | 26 | 7  | 9  | 10 | 20 | 30 | -10  |
| 10   | AS Police                  | 29  | 26 | 6  | 11 | 9  | 29 | 39 | -10  |
| 11   | Olympic FC                 | 29  | 26 | 7  | 8  | 11 | 25 | 28 | -3   |
| 12   | Urana FC                   | 29  | 26 | 7  | 8  | 11 | 23 | 27 | -4   |
| 13   | Jangorzo FC                | 28  | 26 | 8  | 4  | 14 | 21 | 43 | -22  |
| 14   | JS Ader                    | 22  | 26 | 6  | 4  | 16 | 17 | 47 | -30  |

|  | Qualification pour la Ligue des champions de la CAF 2021-2022                         |
|  | Qualification pour la Coupe de la confédération 2021-2022                             |
|  | Relégation directe en deuxième division                                               |
|  | T : Tenant du titre C : Vainqueur de la Coupe du Niger P : Promu de Deuxième division |

- L'AS Police se qualifie pour la Coupe de la confédération en tant que finaliste de la Coupe du Niger.

## Bilan de la saison
| Championnat du Niger de football 2020-2021 |                                      |
| Champion                                   | US Gendarmerie Nationale (1er titre) |
| Coupes et trophées                         |                                      |
| Vainqueur de la Coupe du Niger 2020-2021   | US Gendarmerie Nationale             |
| Qualifications continentales               |                                      |
| Ligue des champions de la CAF 2021-2022    | US Gendarmerie Nationale             |
| Coupe de la confédération 2021-2022        | AS Police                            |
| Promotions et relégations                  |                                      |
| Promus en Ligue 1                          | Akokana FC                           |
| Promus en Ligue 1                          | JS Tahoua FC                         |
| Relégués en Deuxième division              | Jangorzo FC                          |
| Relégués en Deuxième division              | JS Ader                              |